# Mouvement pour l'autodétermination et l'indépendance de l'archipel canarien
 (avril 2025).
Si vous disposez d'ouvrages ou d'articles de référence ou si vous connaissez des sites web de qualité traitant du thème abordé ici, merci de compléter l'article en donnant les références utiles à sa vérifiabilité et en les liant à la section « Notes et références ».
Le Mouvement pour l'autodétermination et l'indépendance de l'archipel canarien (espagnol : Movimiento por la Autodeterminación e Independencia del Archipiélago Canario), abrégé MPAIAC, était un mouvement séparatiste des îles Canaries.

## Historique
Le MPAIAC a été créé en 1964 par Antonio Cubillo. Reconnu en 1968 par l'Organisation de l'unité africaine (OUA), l'organisation des états africains, ce mouvement décréta la lutte armée en 1976 à travers les FAG, Fuerzas Armadas Guanches, avec un premier attentat dans un grand magasin de Las Palmas à Grande Canarie.
Il abandonne la lutte armée en 1979 et disparaît peu après.
Ce mouvement est indirectement responsable de la catastrophe aérienne de l'aéroport de Tenerife en mars 1977, plus grande catastrophe aérienne de tous les temps, les autorités espagnoles ayant dû fermer l'aéroport principal de Las Palmas à la suite d'un attentat à la bombe du MPAIAC (qui fit un blessé grave) et détourner plusieurs vols vers le petit aéroport de Los Rodeos, non conçu pour un trafic international à l'époque. Combinant mauvaise météo et erreurs humaines, un Boeing 747 vient alors percuter au décollage un autre 747 à plus de 300 km/h, causant la mort 583 personnes. 61 personnes survivent à la collision dans un des deux avions et parviennent à s'échapper des fuselages en flammes.